# 黄长筒石蒜
黄长筒石蒜（学名：Lycoris longituba var. flava）是石蒜科石蒜属的变种。分布在中国大陆的江苏等地，多生于山坡阴湿处，目前尚未由人工引种栽培。